# Ellemeet
Ellemeet is een klein dorp en vroegere gemeente op Schouwen-Duiveland, in de Nederlandse provincie Zeeland. Per 1 januari 1961 is deze gemeente opgeheven en verdeeld onder twee gemeenten: Middenschouwen en Westerschouwen. Op 1 januari 1997 zijn deze gemeenten weer opgegaan in Schouwen-Duiveland. Op 1 januari 2023 had het dorpje 345 inwoners.
Ellemeet is vermoedelijk ontstaan in de 12de eeuw. In 1236 komt het dorp voor onder de naam Ellimed. Ene Ella of Eli had hier een mede, een weiland. Het dorp lag destijds op een andere plaats dan tegenwoordig. Toen het oude Ellemeet verdween, verhuisden de inwoners naar het meer noordelijk gelegen Oudendijke. De naam Oudendijke bleef nog gehandhaafd tot aan de gemeentelijke herindeling van 1961. Toen werd de naam officieel gewijzigd in Ellemeet.
Ellemeet bestaat voornamelijk uit vakantiewoningen en campings. Het dorp heeft geen kerk meer sinds die tijdens het beleg van Zierikzee in 1575 werd verwoest en niet werd herbouwd. Buiten het dorp staat de korenmolen 't Hert uit 1748. Van het oude Ellemeet resteert het kerkhof dat tot in de 18e eeuw in gebruik was.
Het is een van de dorpen aan de Schouwse kust waar jaarlijks een Straô gehouden wordt, in Ellemeet is dat op de eerste zaterdag in maart.

## Trivia
- Op 28 augustus 1925 was er sprake van een meteorietinslag bij Ellemeet. Het ging om een steenmeteoriet die wellicht afkomstig is van de planetoïde (4) Vesta.

## Zie ook

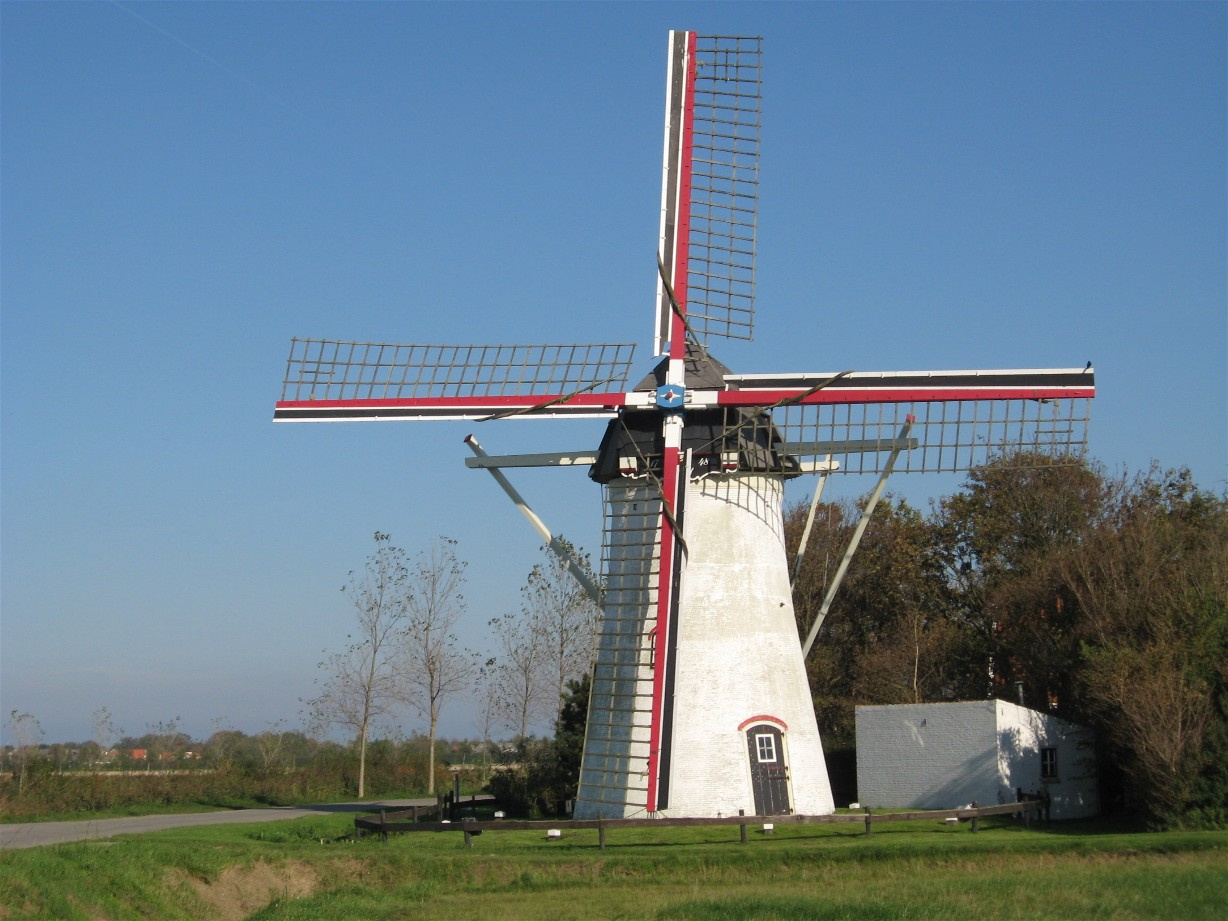
Molen 't Hert